# 清亮鏢鱸
清亮鏢鱸為輻鰭魚綱鱸形目鱸亞目河鱸科的其中一種，分布於美國密西西比河、密西根湖及Sabine河、Neches河流域，體長可達7.1公分，棲息在沙底質的溪流中，屬肉食性，以水生昆蟲為食。

## 外部連結
- 清亮鏢鱸的圖片